# Ricardo Álamo
Nelson Ricardo Álamo Flores (Caracas, 10 de diciembre de 1970), conocido simplemente como Ricardo Álamo es un actor, modelo, director y productor venezolano. Es conocido por sus papeles protagónicos en numerosas novelas en RCTV y Venevisión.

## Trayectoria
Es un destacado actor y productor venezolano. Conocido por sus papeles protagónicos en numerosas novelas en RCTV y Venevisión.
Inició su carrera de la mano de la productora independiente Marte TV con pequeños papeles en telenovelas como La loba herida, Sirena y Cruz de nadie.
Luego trabajó en producciones de RCTV destacándose con personajes estelares en telenovelas como: María de los Ángeles, Niña mimada, Reina de corazones y Luisa Fernanda.
Su primera protagonización fue en la novela de RCTV Mis tres hermanas junto Scarlet Ortiz y Roxana Díaz, con quienes ya había trabajado anteriormente en diferentes producciones.
Luego vuelve a engalanar la pantalla de RCTV en la telenovela Juana la virgen con Daniela Alvarado, Eduardo Serrano, Norkys Batista y repitiendo con Roxana Díaz.
En 2003 trabaja en la novela Rebeca de Venevisión Internacional grabada en la ciudad de Miami junto a la mexicana Mariana Seoane y la venezolanas Gaby Espino y la que sería su futura esposa, Marjorie de Sousa.
En 2004 se muda temporalmente a Perú para protagonizar la novela Amor del bueno, de Venevisión Internacional y la productora Iguana Producciones junto a un nutrido elenco venezolano y peruano; compartiendo el protagónico con Coraima Torres.
En 2005 vuelve a Venezuela y protagoniza la novela de RCTV Ser bonita no basta junto a la que era su esposa en ese momento la bella Marjorie de Sousa; compartiendo escena con Fedra López, Flavia Gleske y Marianela González.
En 2006 protagoniza junto a Flavia Gleske la versión de la telenovela El desprecio de RCTV. Protagonizó la novela de RCTV Internacional Toda una dama junto a Christina Dieckmann, Nohely Arteaga y Roberto Messuti, a pesar de no verse en señal abierta en Venezuela esta novela marcó altos puntos de rating convirtiendo a RCTV en líder de telenovelas venezolanas.
Luego de un breve descanso trabaja como el "Dr Botox" en la novela estelar de Venevisión La mujer perfecta, compartiendo protagónico con Mónica Spear. Para 2012 encarna al mujeriego "Gamboa" en la exitosa telenovela novela de Venevisión Válgame Dios.
En 2013 fue el protagonista de Venevisión en la novela estelar De todas maneras Rosa; compartiendo escenas con Marisa Roman, Nohely Arteaga, Norkys Batista y el primer actor Gustavo Rodríguez.
Desde 2014 se aleja de las telenovelas, y trabaja como productor de una serie de unitarios llamada Escándalos donde graba en Estados Unidos de la mano de la empresa productora Nirvana.
En 2017 es contratado por Telemundo Studios como actor para Milagros de Navidad, programa unitario de 20 capítulos, que sería transmitido por esta cadena de televisión en fechas navideñas.

## Televisión
| Año       | Título                              | Personaje                              | País                                             |
| --------- | ----------------------------------- | -------------------------------------- | ------------------------------------------------ |
| 1992      | La loba herida                      | Carlos "Carlitos" Sulbarán             | Bandera de Venezuela                             |
| 1993-1994 | Sirena                              | Benigno Morales                        | Bandera de Venezuela                             |
| 1995-1996 | Cruz de nadie                       | Ricardo Bustamante                     | Bandera de Venezuela                             |
| 1997      | María de los Ángeles                | Rogelio Vargas Villafañe               | Bandera de Venezuela                             |
| 1998      | Niña mimada                         | José "Cheo" Mogollón                   | Bandera de Venezuela                             |
| 1998-1999 | Reina de corazones                  | Jean Paul Lavier                       | Bandera de Venezuela                             |
| 1999      | Luisa Fernanda                      | Miguel Enrique Toro                    | Bandera de Venezuela                             |
| 2000      | Mis 3 hermanas                      | Santiago Ortega Díaz                   | Bandera de Venezuela                             |
| 2002      | Juana, la virgen                    | Mauricio De La Vega                    | Bandera de Venezuela                             |
| 2003      | Rebeca                              | Eduardo Montalbán Ruiz                 | Bandera de Estados Unidos · Bandera de Venezuela |
| 2004      | Amor del bueno                      | Bernardo Valdéz                        | Bandera de Venezuela · Bandera de Perú           |
| 2005      | Ser bonita no basta                 | Alejandro Mendoza                      | Bandera de Venezuela                             |
| 2006      | El desprecio                        | Raúl Velandró Lara-Portillo            | Bandera de Venezuela                             |
| 2007-2008 | Toda una dama                       | Miguel Reyes                           | Bandera de Venezuela                             |
| 2010-2011 | La mujer perfecta                   | Santiago Reverón Pacheco               | Bandera de Venezuela                             |
| 2012      | Válgame Dios                        | José Alberto Gamboa                    | Bandera de Venezuela                             |
| 2013-2014 | De todas maneras Rosa               | Leonardo Alfonso Macho-Vergara Estévez | Bandera de Venezuela                             |
| 2015      | Escándalos                          | Juan Díaz "Ep: Niña linda"             | Bandera de Estados Unidos                        |
| 2015      | Escándalos                          | Oficial Pérez "Ep: El color de la ley" | Bandera de Estados Unidos                        |
| 2017      | Tómame o déjame                     | Uday                                   | Bandera de Estados Unidos                        |
| 2017      | Milagros de Navidad                 | Manny "Ep14: Una sorpresa para Elisa"  | Bandera de Estados Unidos                        |
| 2018      | Ellas aman, ellos mienten           | Humberto Monteverde                    | Bandera de Venezuela                             |
| 2018      | Mi familia perfecta                 | Dr. Rafael Cruz                        | Bandera de Estados Unidos                        |
| 2021      | La suerte de Loli                   | Rufino Olvera                          | Bandera de Estados Unidos                        |
| 2022      | Amor en Navidad: Un papá en Navidad | Jorge Luis                             | Bandera de México                                |

## Películas
- The Feast of the Goat (2005)